# Tomo-chan wa Onnanoko!
Tomo-chan wa Onnanoko! (Nhật: トモちゃんは女の子！ "Tomo-chan là một cô gái!") là một bộ truyện tranh Nhật Bản năm 2015 dạng bốn khung tranh do Yanagida Fumita viết và minh họa. Loạt anime chuyển thể từ truyện của hãng Lay-duce chiếu từ tháng 1 năm 2023 đến tháng 3 năm 2023.

## Nội dung
Aizawa Tomo là một nữ sinh cấp ba muốn thổ lộ tình cảm với người bạn thuở nhỏ Kubota Junichirō, nhưng cô luôn gặp khó khăn trong việc đó vì vẻ ngoài tomboy của mình. Vì thế mà cô ít khi được công nhận là một "cô gái" trong mắt người bạn và mọi người xung quanh. Câu chuyện từ đây xoay quanh vấn đề tình cảm của Tomo.

## Nhân vật
Aizawa Tomo (相沢 智)
Lồng tiếng bởi: Takahashi Rie

Kubota Junichirō (久保田 淳一郎)
Lồng tiếng bởi: Ishikawa Kaito

Gundō Misuzu (群堂 みすず)
Lồng tiếng bởi: Hidaka Rina

Carol Olston (キャロル・オールストン Kyaroru Ōrusuton)
Lồng tiếng bởi: Amaki Sally

Misaki Kōsuke (御崎 光助)
Lồng tiếng bởi: Amasaki Kōhei

Tanabe Tatsumi (田辺 達巳)
Lồng tiếng bởi: Matsuoka Yoshitsugu

Aizawa Gorō (相沢 五郎)
Lồng tiếng bởi: Nomura Kenji

## Truyền thông

### Manga
Tomo-chan wa Onnanoko! là bộ manga sáng tác bởi Yanagida Fumita, đăng dài kỳ trên tài khoản Twitter "Twi4" từ ngày 7 tháng 4 năm 2015 đến ngày 14 tháng 7 năm 2019. Nhà xuất bản Kodansha tổng hợp và phát hành các chương truyện thành tám tập tankōbon.
Năm 2016, bộ truyện đạt giải nhất tại hạng mục web manga thuộc giải thưởng Tsugi ni kuru Manga Taishō lần thứ hai.

#### Danh sách tập truyện
| # | Ngày phát hành Nhật | ISBN Nhật         |
| - | ------------------- | ----------------- |
| 1 | 9 tháng 10, 2015    | 978-4-06-369537-3 |
| 2 | 4 tháng 2, 2016     | 978-4-06-369544-1 |
| 3 | 9 tháng 7, 2016     | 978-4-06-369552-6 |
| 4 | 26 tháng 1, 2017    | 978-4-06-369562-5 |
| 5 | 10 tháng 8, 2017    | 978-4-06-369579-3 |
| 6 | 10 tháng 2, 2018    | 978-4-06-511152-9 |
| 7 | 12 tháng 9, 2018    | 978-4-06-513113-8 |
| 8 | 12 tháng 9, 2019    | 978-4-06-516696-3 |

### Anime
Vào tháng 7 năm 2022, phiên bản anime chuyển thể của bộ truyện được công bố tại sự kiện Anime Expo. Loạt anime lên sóng từ ngày 5 tháng 1 năm 2023 và được sản xuất bởi Lay-duce, đạo diễn bởi Nanba Hitoshi, Hashimoto Noriko là trợ lý đạo diễn. Khâu kịch bản có Shimizu Megumi đảm nhiệm, Hiraiwa Shiori thiết kế nhân vật và nhạc nền soạn bởi Yokoyama Masaru. Bài hát mở đầu anime là "Kurae! Telepathy" (くらえ！テレパシー) thể hiện bởi Maharajan, bài hát cuối phim là "yurukuru＊love" trình bày bởi Takahashi Rie, Hidaka Rina và Amaki Sally.

#### Danh sách tập phim
| Số tập | Tựa đề | Ngày phát sóng gốc |
| ------ | --- | ------------------ |
| 1      | "Onnanoko Ni Mi Raretai!", "Senritsu no Chōsenjō" (『女の子に見られたい！』『戦慄の挑戦状』)                                                | 5 tháng 1, 2023    |
| 2      | "Tomo no Skirt", "Gakuen no Idol" (『トモのスカート』『学園のアイドル』)                                                                    | 12 tháng 1, 2023   |
| 3      | "Shinyū no Himitsu", "Date Shiyō ze!" (『親友の秘密』『デートしようぜ！』)                                                                  | 19 tháng 1, 2023   |
| 4      | "Egao no Riyū", "Joshippoku Tawamuretai", "Hero wa Yoku Korobu" (『笑顔の理由』『女子っぽく戯れたい』『ヒーローはよく転ぶ』)                | 26 tháng 1, 2023   |
| 5      | "Olston ka no Onna-tachi", "Yuzurenai Omoi", "Dokidoki! Game Gasshuku" (『オールストン家の女たち』『譲れない想い』『ドキドキ！ゲーム合宿』) | 2 tháng 2, 2023    |
| 6      | "Birthday Present", "Moero! Kyūgi Taikai" (『バースデープレゼント』『燃えろ！球技大会』)                                                    | 9 tháng 2, 2023    |
| 7      | "Junichirō no Chikai", "Tomo ga Mizugi ni Kigaetara" (『淳一郎の誓い』『トモが水着に着替えたら』)                                           | 16 tháng 2, 2023   |
| 8      | "Natsu Matsuri no Yoru", "Futari no Kyori-kan" (『夏祭りの夜』『二人の距離感』)                                                             | 23 tháng 2, 2023   |
| 9      | "Tenshi no Sugao" (『天使の素顔』) | 2 tháng 3, 2023    |
| 10     | "Shōbu no yukue", "Shin'yū de iru tame ni……" (『勝負の行方』 『親友でいるために……』)                                                        | 9 tháng 3, 2023    |
| 11     | "Hajimete no Arubaito", "Oitekebori no Shinderera" (『初めてのアルバイト』『置いてけぼりのシンデレラ』)                                     | 16 tháng 3, 2023   |
| 12     | "Sayonara, Shin'yū" (『さよなら、親友』) | 23 tháng 3, 2023   |
| 13     | "Tonari ni Iru Tame ni…" (『隣にいるために…』)                                                                                              | 30 tháng 3, 2023   |